# Бомбаш (филм из 1994)
Бомбаш (енгл. Blown Away), познат и као Разнесен, је акциони пустоловни трилер филм из 1994. године у режији Стивена Хопкинса, а по сценарију Џона Рајса, Џоа Батира и Џеја Роуча, док главне улоге тумаче Џеф Бриџиз, Томи Ли Џоунс, Форест Витакер, Сузи Ејмис и Лојд Бриџис. Филм говори о обрачуну бостонског полицајца из деминерског одреда и његовог бившег саборца из Ирске републиканске армије.

## Радња
Осуђени бомбаш Ирске републиканске армије (ИРА) Рајан Герити (Томи Ли Џонс) побегао је из затвора у Северној Ирској тако што је убио цимера из ћелије и разнео зид бомбом домаће израде. Користећи старе везе, Гарити бежи у Сједињене Државе, где се склања у Бостон. Једне вечери, Гарити случајно види на ТВ Џимија Дава (Џеф Бриџис), минера бостонске полиције који је успешно деактивирао још једну бомбу. Дав, упркос свом професионализму и спољашњој маски весељака, сам, пати од ноћних мора, стално се присећајући своје прошлости: пре него што се преселио у САД, Дав, чије је право име Лиам МекГивни, био је Геритијев пријатељ. Након што је сазнао да Гарити терорише цивиле, Мекгивни је ухапсио пријатеља, али није успео да спречи експлозију камиона у којој је убијена његова љубавница (Гаритијева сестра). Сећање толико мучи Дава да планира да се повуче са терена и постане инструктор за минско-експлозивне радове за нове регруте. У исто време, Дав се жени својом девојком Кети, усвајајући њену шестогодишњу ћерку Лизи.
Герити смишља план освете и прави бомбу коју окачи испод моста. Давов пријатељ Бланкет је позван да деминира, и он одлучује да детонира бомбу пуцањем. Иако Бланкет пуца из заклона, Гаритијева калкулација се исплати и деминера убија ударни талас. Дав открива своју тајну Кети и замоли је да побегне од њега, јер је у опасности.
Гарити, који се запослио као чистач у полицији, сазнаје информације о Давовим друговима и прави још једну бомбу сакривену у полицијском комбију. Услед експлозије, Давови пријатељи, Кортез и Рита, гину, док Даву недостаје неколико секунди да их упозори. Герити шаље подругљиво видео-писмо полицији, где, скривајући се под разним маскама, каже „Лијаму Мекгивнију” да је он одговоран за убиства. Један од полицајаца, Ентони Френклин (Форест Витакер), почиње да сумња да је Дав умешан у бомбашке нападе. Герити поставља бомбу на Френклинове стерео слушалице, али Дав успева да онеспособи уређај.
Давов ујак, Макс О'Бенон (Лојд Бриџис), знајући за прошлост свог нећака, проналази Гаритија, али он прави замку и, победивши старца, одводи га у стару цркву. Тамо, Герити везује бомбу за Макса, коју покреће метална кугла која се котрља дуж дрвеног отвора са детонаторима са стране. Дав успева да стигне, али Макс, након што му је рекао да је веома уморан, изврши самоубиство док Дав трчи до мотоцикла по алат.
Дав одлази у пијанство, али Кети га спашава, говорећи да је Герити био у њиховој кући на плажи. Дав почиње своју потрагу са новом снагом и проналази Геритија, који се крије на напуштеном броду. Избегавајући замке, Дав се пење у кормиларницу, где затиче пијаног Геритија како ради на другој бомби. Гарити каже да ће Кети бити следећа мета, наговештавајући да је он заробио концертну дворану у којој она свира у оркестру. Након што је приморао Дава да баци пиштољ, Гарити каже да ће само Кети бити разнета, након чега он активира софистицирани експлозивни круг на броду. Дав јуриша на Гаритија и, након борбе, везује га лисицама за себе, спремајући се да умре са њим. Одједном се на броду појављује Френклин, који све ово време прати Дава. Френклин спасава Дава, док је Герити убијен у експлозији.
Френклин и Дав журе ка Кејти, али она је већ отишла, активирајући експлозивно коло бомбе скривене у колима. Експлозивни круг блокира контролу над аутомобилом, а Дав се пење пуном брзином до Кејти, где деактивира бомбу, док аутомобил доживи несрећу. Након што је изашао из аута, Дав баца Френклину његову значку и каиш за алат и срећно одлази са својом породицом.